# Lake Mary (California)
Lake Mary è una comunità non incorporata nella Contea di Mono in California. Sita sulla sponda sudest del Lago Mary si trova a 2,5 miglia (4 km) sud sudovest di Mammoth Lakes ad un'altezza di 8966 piedi, pari a 2733 m.
Fu attivo un ufficio postale dal 1944 al 1968. Il codice di avviamento postale è 93546. La posta destinata a Lake Mary deve essere indirizzata a Mammoth Lakes.